# برنارد ماتي
برنارد ماتي هو موظف مدني وسياسي كيني، ولد في 1922، وتوفي في 8 يناير 1994. انتخب عضو المجلس التشريعي لكينيا ‏.